# Парламентарни избори в България (октомври 2024)
Парламентарните избори в България през октомври 2024 г. са избори в България, на които се избират народни представители в LI народно събрание. Изборите са предсрочни, след като избраното през юни същата година L народно събрание не успява да избере редовно правителство. Провеждат се на 27 октомври 2024 г. От регистрираните общо 6 601 262 избиратели гласуват 2 570 629, което съставлява 38,94% активност. Така 1 депутатски мандат се постига със средно 10 711 гласа.

## Предистория
След няколко предсрочни избори Народното събрание не успява да състави дълготрайно правителство, като „антикорупционните“ партии правят пробив на изборите през април 2021 г. Изборите през 2023 г. отбелязват малка промяна спрямо 2022 г., като дясноцентристката ГЕРБ – СДС на Бойко Борисов заема първото място, а след него е лявоцентристкият алианс ПП – ДБ. Партиите „Възраждане“ и „Има такъв народ“ (ИТН) преминават четирипроцентната бариера, като последната влиза отново в Народното събрание, след като не успява да достигне избирателния праг през 2022 г.
На 22 май 2023 г. водените от ПП и ГЕРБ съюзи се споразумяват да съставят правителство с ротационен премиер. Кандидатът на ПП Николай Денков е избран за министър-председател през първите девет месеца на правителството, а кандидатът на ГЕРБ Мария Габриел е вицепремиер и министър на външните работи. Взето е решение след девет месеца двамата да сменят постовете си.
Денков подава оставка в съответствие със споразумението за ротация на 5 март, за да позволи на Габриел да стане нов министър-председател. На 20 март 2024 г. планираната ротация на правителството и подписването на обновено правителство се проваля поради разногласия между двете партии относно кабинета и те прекъсват отношенията помежду си. Последват преговори за сформиране на ново правителство, но и те не успяват да доведат до създаване на правителство, което да постигне подкрепа от мнозинството. ГЕРБ отхвърля възможността да състави правителство. ПП – ДБ прави ограничен опит да спази първоначалното споразумение за ротация. Последният шанс за съставяне на правителство, избран от президента Румен Радев, е в ръцете на ИТН, което веднага е отхвърлено.
На 29 март, съгласно чл. 98 от конституцията, президентът назначава председателя на Сметната палата Димитър Главчев за кандидат за служебен министър-председател. Той получава едноседмичен срок до 6 април да предложи състава на служебното правителство.
Главчев и предложеното от него служебно правителство встъпва в длъжност в Народното събрание на 9 април, след което президентът насрочва задължителните предсрочни избори два месеца по-късно, на 9 юни 2024 г.
Изборите през юни 2024 г. имат най-ниската избирателна активност (33 %) от края на комунистическото управление през 1989 г. и довеждат до спечелване на повечето гласове от ГЕРБ – СДС (24 % от гласовете и 68 места в Народното събрание). Така те остават без възможност да получат достатъчно гласове за формиране на мнозинство в Народното събрание. Новоизбраният 50-и парламент заменя 49-ия парламент, когато всички избрани членове полагат клетва на 19 юни 2024 г. Последният от трите опита за съставяне на правителство се проваля на 5 август 2024 г. На 9 август Румен Радев назначава Горица Грънчарова-Кожарева (заместник-председател на Сметната палата) като следващ служебен премиер. Грънчарова-Кожарева получава десетдневен срок за съставяне на предложение за следващото служебно правителство, което да бъде назначено на 20 август 2024 г., а предстоящите следващи парламентарни избори са насрочени за 20 октомври 2024 г. На 19 август президентът отказва да назначи предложения от нея състав за министерски съвет поради несъгласието си в него да участва Калин Стоянов като министър на вътрешните работи.  Изборите окончателно са насрочени за 27 октомври 2024 г.

## Регистрации и участия

### Регистрирани партии
Участие в изборите са потвърдили 19 от общо 24 регистрирани от ЦИК партии, 3 други (Движение за права и свободи, „За велика България“ и Национално движение „Единство“) получават отказ за регистрация, а 1 партия е подала заявление за участие прието в ЦИК, но върнато поради получено вътрешнопартийно възражение (Българска Социалистическа Партия)
- Партия на зелените
- Атака
- Булгари
- Български национален съюз „Нова демокрация“
- Възраждане
- Има такъв народ
- КОЙ
- Народна партия „Истината и само истината“
- Правото
- Пряка демокрация
- България на труда и разума
- Демократи за отговорност, свобода и толерантност (ДОСТ)
- Социалистическа партия „Български път“
- Морал, единство, чест (МЕЧ)
- Глас народен
- Величие
- Бригада
- Български съюз за директна демокрация
- Български възход
- Волт (Партията не е регистрирала листи с кандидати за депутати, подкрепя Продължаваме промяната)[40]
- Народна партия „Свобода и достойнство“ (Партията не е регистрирала листи с кандидати за депутати)[41]
- ВМРО – Българско национално движение (Партията не е регистрирала листи с кандидати за депутати)[42]
- Национално движение за права и свободи (Заличена по желание на партията)[43]
- Единение (Заличена по желание на партията)[44]

### Регистрирани коалиции
За участие в изборите са регистрирани 9 коалиции, а 2 други („Демокрация, права и свободи - ДПС“ и „Има смисъл“) получават отказ за регистрация:
- Движение за права и свободи – Ново начало (Движение за права и свободи, Новите лидери, Български гласъ)
- Моя страна България (Обединена социалдемокрация, Българската левица)
- Русофили за България (Българска комунистическа партия, Партия на българските комунисти, Русофили за възраждане на Отечеството)
- Свободни избиратели (Зелен съюз, Републиканци за България, Съюз на свободните демократи)
- Синя България (Консервативно обединение на десницата, Български демократически форум, Движение „Демократично действие – Д3“, Българска нова демокрация, Консервативна България, Радикалдемократическа партия в България, Обединени земеделци)
- Продължаваме промяната – Демократична България (Продължаваме промяната, Движение „Да, България“, Демократи за силна България)
- БСП – Обединена левица (Българска социалистическа партия, Алтернатива за българско възраждане, Българска социалдемокрация – Евролевица, Движение 21, Европейска сигурност и интеграция, Движение за социален хуманизъм, Политически клуб „Екогласност“, Политически клуб „Тракия“, Политическо движение „Социалдемократи“, Изправи се, България, МИР, Комунистическа партия на България, Българската пролет, Съюз за отечеството, Подем)
- ГЕРБ – СДС – (ГЕРБ, Съюз на демократичните сили)
- Алианс за права и свободи (Справедлива България – обединени родолюбци, Земеделски народен съюз)

### Регистрирани инициативни комитети
Един инициативен комитет е регистрирал независим кандидат за участие в изборите за Народно събрание на 27 октомври 2024 г. в 15-и Плевенски избирателен район:
- ИК Чавдар Иванов Попов[47]

### Участници
Поредност на номерата на партиите и коалициите в бюлетината за гласуване в изборите за народни представители на 27 октомври 2024 г.:
| Номер | Партия, коалиция или инициативен комитет          | Сайт |
| 1     | ДОСТ                                              | - https://www.facebook.com/Пп-Дост |
| 2     | Глас народен                                      | - https://glasnaroden.com/ |
| 3     | Социалистическа партия „Български път“            | - http://спбългарскипът.бг |
| 4     | Величие                                           | - https://velichie.bg/ |
| 5     | Булгари                                           | - https://bulgaribg.com/ |
| 6     | Моя страна България                               | - https://osdbg.org/ - https://levicata.org/ |
| 7     | Има такъв народ                                   | - https://pp-itn.bg/ |
| 8     | ДПС – Ново начало                                 | - https://dpsbg.eu/ - https://kantoramiteva.com/novitelideri/ - https://ppbulgarskiglas.bg/ |
| 9     | Бригада                                           | - https://ppbrigada.com/ |
| 10    | Партия на зелените                                | - https://partianazelenite.bg/ |
| 11    | Правото                                           | - https://www.pravoto.bg/ |
| 12    | Възраждане                                        | - https://vazrazhdane.bg/ |
| 13    | АПС                                               | - https://www.dps.bg/ - https://www.facebook.com/groups/АПС/ - https://www.facebook.com/Nickolay.Tsonev.official/ - https://zns.bg/ |
| 14    | БНС – НД                                          | - https://bns-rassate.bg/ |
| 15    | БСДД                                              | - https://www.budd.bg/ |
| 16    | Синя България                                     | - https://sinyabulgaria.bg/ - https://bulgarianconservatives.eu/ - https://www.bdforum.bg/ - https://www.facebook.com/DvijenieDemokratichnoDeistvie - https://www.bnd.bg/ - https://nfsb.bg/ - https://www.rdp-bg.org/ - https://zemedelci.org/ |
| 17    | МЕЧ                                               | - https://www.ppmech.bg/ |
| 18    | ГЕРБ – СДС                                        | - https://gerb.bg/ - https://www.sds.bg/ |
| 19    | Атака                                             | - https://www.facebook.com/volen.ataka |
| 20    | Народна партия „Истината и само истината“         | - https://www.facebook.com/НПИстинатаИСамоИстината |
| 21    | Пряка демокрация                                  | - https://www.directdemocracy.bg/ |
| 22    | Свободни избиратели                               | - https://republikanci.bg/ - https://www.facebook.com/Съюз-Свободни-Демократи - https://sgs.justice.bg/УставППЗеленСъюз |
| 23    | БТР                                               | - https://www.btr.bg/ |
| 24    | КОЙ                                               | - https://www.facebook.com/svetozar.saev |
| 25    | Русофили за България                              | - https://www.facebook.com/РусофилиЗаБългария - https://www.facebook.com/БКП - https://www.facebook.com/ПБК - https://ppvo.bg/ |
| 26    | ПП – ДБ                                           | - https://ppdb.bg/ - https://promeni.bg/ - https://dabulgaria.bg/ - https://dsb.bg/ |
| 27    | Български възход                                  | - https://www.bgvazhod.com/ |
| 28    | БСП – Обединена левица                            | - https://bsp.bg/ - https://abv-alternativa.bg/ - https://bgsd.eu/ - https://d21.bg/ - https://ppesi.eu/ - https://dsh.bg/ - https://ekoglasnost.bg/ - https://www.pktrakia.com/ - https://www.pdsocialdemocrati.org/ - https://izpravise.bg/ - https://www.mirbg.bg/ - https://comparty.bg/ - http://drp.4stupki.com/ - https://www.os-bulgaria.org/ - https://pp-podem.bg/ |
| 29    | Чавдар Иванов Попов – независим кандидат (Плевен) | - https://www.facebook.com/people/Чавдар-Попов/61551065911197 |

## Социологически проучвания
Резултатите от проучванията на общественото мнение по-долу са преизчислени въз основа на първоначалните данни и не включват анкетите, в които са избрани вариантите „Няма да гласувам“ или „Не съм сигурен/а“.
За парламентарно мнозинство са необходими 121 места.
| Агенция                             | Финансиране                         | Период на проучването             | Извадка                                                          | ГЕРБ-СДС                                                         | ДПС                                                              | ДПС                                                              | ПП – ДБ                                                          | Възраждане                                                       | БСП – Обединена левица                                           | ИТН                                                              | Величие                                                          | Друг                                                             | Не подкрепям никого                                              | Преднина на първия                                               |      |     |     |     |     |     |      |
| Агенция                             | Финансиране                         | Период на проучването             | Извадка                                                          | ГЕРБ-СДС                                                         | АПС                                                              | ДПС-НН                                                           | ПП – ДБ                                                          | Възраждане                                                       | БСП – Обединена левица                                           | ИТН                                                              | Величие                                                          | Друг                                                             | Не подкрепям никого                                              | Преднина на първия                                               |      |     |     |     |     |     |      |
| ----------------------------------- | ----------------------------------- | --------------------------------- | ---------------------------------------------------------------- | ---------------------------------------------------------------- | ---------------------------------------------------------------- | ---------------------------------------------------------------- | ---------------------------------------------------------------- | ---------------------------------------------------------------- | ---------------------------------------------------------------- | ---------------------------------------------------------------- | ---------------------------------------------------------------- | ---------------------------------------------------------------- | ---------------------------------------------------------------- | ---------------------------------------------------------------- | ---- | --- | --- | --- | --- | --- | ---- |
| Агенция                             | Финансиране                         | Период на проучването             | Извадка                                                          | Резултати от изборите през октомври 2024                         | Резултати от изборите през октомври 2024                         | 27 октомври 2024                                                 |                                                                  | 26,4                                                             | 7,5                                                              | 11,5                                                             | 14,2                                                             | Друг                                                             | Не подкрепям никого                                              | Преднина на първия                                               | 13,4 | 7,6 | 6,8 | 4,0 | 8,6 | 3,4 | 12,2 |
| 25 октомври 2024 г.                 | 25 октомври 2024 г.                 | 25 октомври 2024 г.               | Закриване на предизборната кампания                              | Закриване на предизборната кампания                              | Закриване на предизборната кампания                              | Закриване на предизборната кампания                              | Закриване на предизборната кампания                              | Закриване на предизборната кампания                              | Закриване на предизборната кампания                              | Закриване на предизборната кампания                              | Закриване на предизборната кампания                              | Закриване на предизборната кампания                              | Закриване на предизборната кампания                              | Закриване на предизборната кампания                              |      |     |     |     |     |     |      |
| Alpha Research                      | Alpha Research                      | 20 – 23 октомври 2024             | 1000                                                             | 26,5                                                             | 7,9                                                              | 7,4                                                              | 14,9                                                             | 14,2                                                             | 7,2                                                              | 6,1                                                              | 2,6                                                              | 6,7                                                              | 3,0                                                              | 11,6                                                             |      |     |     |     |     |     |      |
| Exacta                              | Exacta                              | 19 – 22 октомври 2024             | 1070                                                             | 26,7                                                             | 8,1                                                              | 7,3                                                              | 14,6                                                             | 14,3                                                             | 7,5                                                              | 6,0                                                              | 2,7                                                              | 6,3                                                              | 2,0                                                              | 12,1                                                             |      |     |     |     |     |     |      |
| trend                               | 24 часа                             | 16 – 22 октомври 2024             | 1002                                                             | 24,9                                                             | 7,8                                                              | 7,0                                                              | 14,8                                                             | 15,2                                                             | 6,5                                                              | 6,6                                                              | 3,6                                                              | 7,9                                                              | 4.3                                                              | 9,7                                                              |      |     |     |     |     |     |      |
| Gallup International                | БНР                                 | 10 – 21 октомври 2024             | 1007                                                             | 26,1                                                             | 7,8                                                              | 7,6                                                              | 16,2                                                             | 14,9                                                             | 7,1                                                              | 6,2                                                              | 3,8                                                              | 4,9                                                              | 3,6                                                              | 9,9                                                              |      |     |     |     |     |     |      |
| Market Links                        | bTV Media Group                     | 15 – 20 октомври 2024             | 1014                                                             | 24,0                                                             | 8,3                                                              | 7,2                                                              | 14,1                                                             | 13,1                                                             | 7,0                                                              | 4,6                                                              | 3,6                                                              | 1,8                                                              | 2,1                                                              | 9,9                                                              |      |     |     |     |     |     |      |
| Sova Haris                          | Информационна агенция ПИК           | 11 – 17 октомври 2024             | 800                                                              | 25,0                                                             | 8,5                                                              | 6,3                                                              | 14,4                                                             | 14,1                                                             | 9,6                                                              | 6,6                                                              | 4,1                                                              | 4,0                                                              | 2,6                                                              | 10,6                                                             |      |     |     |     |     |     |      |
| Mediana                             | Mediana                             | 8 – 13 октомври 2024 г.           | 978                                                              | 24,5                                                             | 8,7                                                              | 5,0                                                              | 12,1                                                             | 13,7                                                             | 8,8                                                              | 7,0                                                              | 0,7                                                              | 3,3                                                              | 11,4                                                             | 10,8                                                             |      |     |     |     |     |     |      |
| Gallup International                | Gallup International                | 28 септември – 6 октомври 2024 г. | 806                                                              | 25,7                                                             | 8,3                                                              | 6,9                                                              | 16,6                                                             | 15,4                                                             | 7,1                                                              | 6,3                                                              | 3,2                                                              | 5,7                                                              | 3,1                                                              | 9,1                                                              |      |     |     |     |     |     |      |
| 27 септември 2024                   | 27 септември 2024                   | 27 септември 2024                 | Откриване на предизборната кампания                              | Откриване на предизборната кампания                              | Откриване на предизборната кампания                              | Откриване на предизборната кампания                              | Откриване на предизборната кампания                              | Откриване на предизборната кампания                              | Откриване на предизборната кампания                              | Откриване на предизборната кампания                              | Откриване на предизборната кампания                              | Откриване на предизборната кампания                              | Откриване на предизборната кампания                              | Откриване на предизборната кампания                              |      |     |     |     |     |     |      |
| Market Links                        | bTV Media Group                     | 25 септември – 1 октомври 2024    | 1011                                                             | 23,1                                                             | 8,4                                                              | 6,4                                                              | 14,1                                                             | 13,3                                                             | 5,3                                                              | 3,4                                                              | 3,2                                                              | 8,1                                                              | 2,4                                                              | 9,0                                                              |      |     |     |     |     |     |      |
| trend                               | 24 часа                             | 17 – 24 септември 2024            | 1003                                                             | 24,8                                                             | 8,5                                                              | 5,8                                                              | 15,1                                                             | 15,6                                                             | 6,9                                                              | 6,9                                                              | 3,4                                                              | 7,9                                                              | 3,9                                                              | 9,2                                                              |      |     |     |     |     |     |      |
| Alpha Research                      | Alpha Research                      | 18 – 24 септември 2024            | 1000                                                             | 23,9                                                             | 7,9                                                              | 6,1                                                              | 14,4                                                             | 14,2                                                             | 6,3                                                              | 5,4                                                              | 3,2                                                              | 5,2                                                              |                                                                  | 9,5                                                              |      |     |     |     |     |     |      |
| 11 септември 2024                   | 11 септември 2024                   | 11 септември 2024                 | ДПС се разцепва на Алианс за права и свободи и ДПС – Ново начало | ДПС се разцепва на Алианс за права и свободи и ДПС – Ново начало | ДПС се разцепва на Алианс за права и свободи и ДПС – Ново начало | ДПС се разцепва на Алианс за права и свободи и ДПС – Ново начало | ДПС се разцепва на Алианс за права и свободи и ДПС – Ново начало | ДПС се разцепва на Алианс за права и свободи и ДПС – Ново начало | ДПС се разцепва на Алианс за права и свободи и ДПС – Ново начало | ДПС се разцепва на Алианс за права и свободи и ДПС – Ново начало | ДПС се разцепва на Алианс за права и свободи и ДПС – Ново начало | ДПС се разцепва на Алианс за права и свободи и ДПС – Ново начало | ДПС се разцепва на Алианс за права и свободи и ДПС – Ново начало | ДПС се разцепва на Алианс за права и свободи и ДПС – Ново начало |      |     |     |     |     |     |      |
| Market Links                        | bTV Media Group                     | 13 – 24 август 2024               | 1038                                                             | 21,9                                                             | 15,4                                                             | 15,4                                                             | 14,3                                                             | 11,5                                                             | 6,2                                                              | 3,2                                                              | 2                                                                | 6,7                                                              | 2,5                                                              | 6,5                                                              |      |     |     |     |     |     |      |
| Gallup                              | БНТ                                 | 1 – 9 август 2024                 | 802                                                              | 25,2                                                             | 14,5                                                             | 14,5                                                             | 15,2                                                             | 14,2                                                             | 7,3                                                              | 6,2                                                              | 3,6                                                              | 13,8                                                             | –                                                                | 10,0                                                             |      |     |     |     |     |     |      |
| Market Links                        | bTV Media Group                     | 20 – 28 юли 2024                  | 1008                                                             | 23,0                                                             | 12,8                                                             | 12,8                                                             | 15,3                                                             | 11,0                                                             | 6,9                                                              | 5,2                                                              | 3,7                                                              | 22,1                                                             | 22,1                                                             | 7,7                                                              |      |     |     |     |     |     |      |
| Market Links                        | bTV Media Group                     | 18 – 25 юни 2024                  | 1014                                                             | 24,4                                                             | 18,3                                                             | 18,3                                                             | 16,2                                                             | 13,8                                                             | 5,3                                                              | 5,4                                                              | 5,0                                                              | 6,7                                                              | 5,8                                                              | 6,1                                                              |      |     |     |     |     |     |      |
| Резултати от изборите през юни 2024 | Резултати от изборите през юни 2024 | 9 юни 2024                        |                                                                  | 24,0                                                             | 16,6                                                             | 16,6                                                             | 13,9                                                             | 13,4                                                             | 6,9                                                              | 5,8                                                              | 4,5                                                              | 12,3                                                             | 2,9                                                              | 7,4                                                              |      |     |     |     |     |     |      |

## Резултати
| №          | Партия или коалиция                            | Гласове | %      | Места в НС |
| ---------- | ---------------------------------------------- | ------- | ------ | ---------- |
| 1          | ДОСТ                                           | 2 259   | 0,093  | –          |
| 2          | Глас народен                                   | 7 299   | 0,300  | –          |
| 3          | Социалистическа партия „Български път“         | 1 578   | 0,065  | –          |
| 4          | Величие                                        | 97 630  | 4,007  | 10         |
| 5          | Булгари                                        | 1 737   | 0,071  | –          |
| 6          | Моя страна България                            | 2 781   | 0,114  | –          |
| 7          | Има такъв народ                                | 165 160 | 6,779  | 17         |
| 8          | ДПС – Ново начало                              | 281 366 | 11,548 | 29         |
| 9          | Бригада                                        | 1 172   | 0,048  | –          |
| 10         | Партия на зелените                             | 4 897   | 0,201  | –          |
| 11         | Правото                                        | 2 372   | 0,097  | –          |
| 12         | Възраждане                                     | 325 468 | 13,358 | 33         |
| 13         | Алианс за права и свободи (АПС)                | 182 263 | 7,481  | 19         |
| 14         | Български национален съюз „Нова демокрация“    | 2 237   | 0,092  | –          |
| 15         | БСДД                                           | 1 716   | 0,070  | –          |
| 16         | Синя България                                  | 26 066  | 1,070  | –          |
| 17         | МЕЧ                                            | 111 946 | 4,595  | 11         |
| 18         | ГЕРБ – СДС                                     | 642 931 | 26,388 | 66         |
| 19         | Атака                                          | 3 990   | 0,164  | –          |
| 20         | Народна партия „Истината и само истината“      | 2 466   | 0,101  | –          |
| 21         | Пряка демокрация                               | 7 948   | 0,326  | –          |
| 22         | Свободни избиратели (РБ, ССД и ЗС)             | 6 295   | 0,258  | –          |
| 23         | България на труда и разума                     | 1 444   | 0,059  | –          |
| 24         | КОЙ                                            | 2 022   | 0,083  | –          |
| 25         | Русофили за България                           | 8 858   | 0,364  | –          |
| 26         | Продължаваме промяната – Демократична България | 346 063 | 14,203 | 36         |
| 27         | Български възход                               | 10 308  | 0,423  | –          |
| 28         | БСП – Обединена левица                         | 184 403 | 7,568  | 20         |
| 29 (15 ИР) | Чавдар Иванов Попов – независим кандидат       | 2 000   | 1,095  | –          |
| –          | Не подкрепям никого                            | 82 618  | 3,396  | –          |

### Разпределение на мандатите
| Избирателен район           | Брой на мандатите | Брой на мандатите | Брой на мандатите | Брой на мандатите | Брой на мандатите | Брой на мандатите | Брой на мандатите | Брой на мандатите      | Брой на мандатите |
| Избирателен район           | ИТН               | ДПС – НН          | Възраждане        | АПС               | МЕЧ               | ГЕРБ – СДС        | ПП – ДБ           | БСП – Обединена левица | района            |
| --------------------------- | ----------------- | ----------------- | ----------------- | ----------------- | ----------------- | ----------------- | ----------------- | ---------------------- | ----------------- |
| 1-ви МИР – Благоевград      | 1                 | 2                 | 1                 | 1                 | –                 | 4                 | 1                 | 1                      | 11                |
| 2-ри МИР – Бургас           | 1                 | 2                 | 2                 | 2                 | 1                 | 4                 | 1                 | 1                      | 14                |
| 3-ти МИР – Варна            | 1                 | 1                 | 3                 | 1                 | 1                 | 5                 | 3                 | 1                      | 16                |
| 4-ти МИР – Велико Търново   | 1                 | 1                 | 1                 | –                 | 1                 | 2                 | 1                 | 1                      | 8                 |
| 5-и МИР – Видин             | –                 | 1                 | –                 | 1                 | –                 | 1                 | 1                 | –                      | 4                 |
| 6-и МИР – Враца             | –                 | 1                 | 1                 | –                 | –                 | 2                 | 1                 | 1                      | 6                 |
| 7-и МИР – Габрово           | 1                 | –                 | 1                 | –                 | –                 | 1                 | 1                 | –                      | 4                 |
| 8-и МИР – Добрич            | –                 | 1                 | 1                 | –                 | –                 | 1                 | 1                 | 1                      | 5                 |
| 9-и МИР – Кърджали          | –                 | 2                 | –                 | 2                 | 1                 | –                 | –                 | –                      | 5                 |
| 10-и МИР – Кюстендил        | –                 | 1                 | 1                 | –                 | –                 | 1                 | –                 | 1                      | 4                 |
| 11-и МИР – Ловеч            | 1                 | –                 | –                 | 1                 | –                 | 2                 | –                 | –                      | 4                 |
| 12-и МИР – Монтана          | 1                 | 1                 | 1                 | –                 | –                 | 1                 | –                 | –                      | 4                 |
| 13-и МИР – Пазарджик        | –                 | 2                 | 1                 | –                 | 1                 | 2                 | 1                 | 1                      | 8                 |
| 14-и МИР – Перник           | –                 | –                 | 1                 | –                 | –                 | 2                 | 1                 | –                      | 4                 |
| 15-и МИР – Плевен           | 1                 | 1                 | 1                 | 1                 | –                 | 2                 | 1                 | 1                      | 8                 |
| 16-и МИР – Пловдив (град)   | 1                 | 1                 | 2                 | –                 | 1                 | 4                 | 2                 | 1                      | 12                |
| 17-и МИР – Пловдив (област) | 1                 | 1                 | 2                 | 1                 | 1                 | 3                 | 1                 | 1                      | 11                |
| 18-и МИР – Разград          | –                 | –                 | –                 | 2                 | –                 | 1                 | 1                 | –                      | 4                 |
| 19-и МИР – Русе             | 1                 | 1                 | 1                 | –                 | –                 | 2                 | 1                 | 1                      | 7                 |
| 20-и МИР – Силистра         | –                 | –                 | –                 | 2                 | –                 | 2                 | –                 | –                      | 4                 |
| 21-ви МИР – Сливен          | –                 | 1                 | 1                 | –                 | –                 | 2                 | 1                 | 1                      | 6                 |
| 22-ри МИР – Смолян          | –                 | 1                 | –                 | 1                 | 1                 | 1                 | –                 | –                      | 4                 |
| 23-ти МИР – София           | 1                 | –                 | 3                 | –                 | 1                 | 5                 | 7                 | 2                      | 19                |
| 24-ти МИР – София           | 1                 | –                 | 2                 | 1                 | 1                 | 3                 | 4                 | 1                      | 13                |
| 25-и МИР – София            | 2                 | –                 | 3                 | –                 | 1                 | 4                 | 3                 | 1                      | 14                |
| 26-и МИР – София (област)   | 1                 | 1                 | 1                 | –                 | –                 | 3                 | 1                 | 1                      | 8                 |
| 27-и МИР – Стара Загора     | 1                 | 2                 | 2                 | –                 | 1                 | 3                 | 1                 | 1                      | 11                |
| 28-и МИР – Търговище        | –                 | 2                 | –                 | 1                 | –                 | 1                 | –                 | –                      | 4                 |
| 29-и МИР – Хасково          | –                 | 2                 | 1                 | 1                 | –                 | 3                 | 1                 | –                      | 8                 |
| 30-и МИР – Шумен            | –                 | 2                 | 1                 | 1                 | –                 | 1                 | 1                 | –                      | 6                 |
| 31-ви МИР – Ямбол           | 1                 | –                 | 1                 | –                 | –                 | 1                 | –                 | 1                      | 4                 |
| Страната:                   | 18                | 30                | 35                | 19                | 12                | 69                | 37                | 20                     | 240               |

## Оспорване на резултата
Според екзит пола на агенция „Галъп интернешънъл болкан“, при завършване на гласуването към 20 часа в деня на изборите партия „Величие“ печели 4,6 % от действителните гласове и влиза в парламента. До края на деня при 98,3 % обработени протоколи, според ЦИК този резултат е 4,04 %. На следващия ден, 28 октомври, към 11,30 ч. при обработени 99,71 % от протоколите той е намален на 4,01 %. При 100 % обработени протоколи ЦИК обявява, че партията има 97 430 гласа, които са 3,999 % и не ѝ достига една хилядна от процента или 29 гласа, за да влезе в парламента. При повторното и окончателно въвеждане на протоколите от страна на ЦИК, ПП Величие се оказва с 97 438 гласа, или с 21 гласа под бариерата за влизане в НС. Ръководството на Величие протестира и иска повторно преброяване на гласовете, но говорителят на ЦИК Росица Матева отказва. Основателят на Величие Ивелин Михайлов обявява, че партията му твърдо не признава резултатите от вота, събира доказателства за злоупотреби и иска касиране но изборите. Той заявява:
| „ | Не признаваме начина, по който се проведе цялата кампания с купуване на гласове, с уговорка между всички парламентарно представени партии за това кой колко гласове да получи. Има двама човека – Бойко Борисов и Делян Пеевски, които правят така, че нареждат резултатите, както те си ги искат. Ние ще предприемем всички действия, включително стачни действия. Ще сезираме различни европейски институции. Ще сезираме ООН. | “ |

## Решение на Конституционния съд
През ноември 2024 г. Конституционният съд допуска за разглеждане по същество пет дела, всички с предмет оспорване на законността на произведените на 27 октомври 2024 г. избори за народни представители в 51то Народно събрание. Съдът обединява петте дела за общо разглеждане и допуска експертиза, която, като извърши преброяване на гласовете, подадени с хартиена бюлетина и с бюлетина от машинно гласуване в 1777 избирателни секции, да установи дали броят на подадените действителни гласове по кандидатски листи (партии, коалиции, независим кандидат) съответства на вписания в протокола на съответната секционна избирателна комисия. Преброяването показва следните действителни гласове:
- АПС: 182 254, + 1 глас;
- БСП – ОЛ: 184 361, - 42 гласа;
- Величие: 97 497, + 59 гласа;
- Възраждане: 325 358, - 108 гласа;
- ГЕРБ – СДС: 642 521, - 452 гласа;
- ДПС НН: 280 246, - 1110 гласа;
- ИТН: 165 191, + 31 гласа;
- МЕЧ: 111 993, + 28 гласа;
- ПП – ДБ: 346 074, + 11 гласа.

Това променя резултатите от изборите: партия „Величие“ достига 4 % от гласовете и влиза в Народното събрание за сметка на намаляването на местата за другите политически партии. С решение № 4158-НС от 13 март 2025 г.  Конституционният съд на Република България обявява за незаконен избора на 16 народни представители в 51то Народно събрание и анулира техните удостоверения:
- АПС: 1;
- БСП – ОЛ: 1;
- Възраждане: 2;
- ГЕРБ – СДС: 3;
- ДПС НН: 2;
- ИТН: 3;
- МЕЧ: 3;
- ПП – ДБ: 1.

На тяхно място са избрани 16 нови народни представители:
- АПС: 1;
- Величие: 10;
- ДПС НН: 1;
- ИТН: 2;
- МЕЧ: 2.

### Анулирани народни представители
- Ешереф Ешереф от коалиция „Алианс за права и свободи“ (АПС) в МИР 2 Бургас;
- Светослав Тодоров от партия „Възраждане“ в МИР 3 Варна;
- Ивайло Митковски от коалиция „Продължаваме промяната – Демократична България“ в МИР 3 Варна;
- Деян Петков от ПП „МЕЧ“ в МИР 4 Велико Търново;
- Андрей Вълчев от коалиция „БСП – Обединена левица“ в МИР 6 Враца;
- Росен Иванов от ПП „МЕЧ“ в МИР 9 Кърджали;
- Павлин Йотов от коалиция „ГЕРБ – СДС“ в МИР 11 Ловеч;
- Емил Трифонов от ПП „Има такъв народ“ в МИР 12 Монтана;
- Станислав Анастасов от коалиция „ДПС – Ново начало“ в МИР 16 Пловдив;
- Борислав Петков от ПП „МЕЧ“ в МИР 22 Смолян;
- Александър Ненков от коалиция „ГЕРБ-СДС“ в МИР 23 София;
- Иван Кючуков от ПП „Има такъв народ“ в МИР 25 София;
- Виктор Папазов от партия „Възраждане“ в МИР 25 София;
- Метин Качан от коалиция „ДПС – Ново начало“ (ДПС НН) в МИР 27 Стара Загора;
- Теменужка Петкова от коалиция „ГЕРБ – СДС“ в МИР 28 Търговище, съответно Никола Джамбазов, избран за народен представител на мястото на Теменужка Петкова за времето, през което изпълнява функцията на министър;
- Александър Марков от ПП „Има такъв народ“ в МИР 31 Ямбол. [57]

### Новоизбрани народни представители
- Любиша Блажевски от ПП „Величие“ във II изборен район – Бургаски;
- Юлиана Младенова Матеева от Величие в III изборен район – Варненски;
- Ивайло Симеонов Костадинов от ПП „Има такъв народ“ (ИТН) в III изборен район – Варненски;
- Павлин Стефанов Петров от Величие в IV изборен район – Великотърновски;
- Иван Руменов Клисурски от ИТН в VI изборен район – Врачански;
- Костадин Илиев Хаджийски от Величие в IX изборен район – Кърджалийски;
- Илиян Петров Илиев от ПП „МЕЧ“ в XI изборен район – Ловешки;
- Самуил Борисов Славов от МЕЧ в XII изборен район – Монтана;
- Мария Димова Илиева от Величие в XVI изборен район – Пловдив;
- Лариса Борисова Савова от Величие в XXII изборен район – Смолянски;
- Стилиана Иванова Бобчева от Величие в XXIII изборен район – София;
- Ивелин Людмилов Михайлов от Величие в XXV изборен район – София;
- Явор Илиев Хайтов от коалиция „Алианс за права и свободи – АПС“;
- Красимира Петкова Нинова-Катинчарова от Величие в XXVII изборен район – Старозагорски;
- Ивайло Костадинов Лазаров от Величие в XXVIII изборен район – Търговищки;
- Сейфи Сабри Мехмедали от коалиция ДПС – Ново начало в XXXI изборен район – Ямболски. [57]